# Rod Evans
Rod Evans (n. 19 ianuarie 1947 în Slough, Berkshire) este un fost cântăreț englez, membru fondator al trupei Deep Purple în 1968. A fost vocalist al formației pe primele trei albume ale grupului, printre care și șlagărul „Hush”. A fost înlocuit de Ian Gillan în 1969.